# Logan Paul
Pour les articles homonymes, voir Paul.
Ne doit pas être confondu avec l'acteur Paul Logan.
Logan Paul (né le 1er avril 1995 à Westlake (Ohio)) est un vidéaste, influenceur, acteur, boxeur et catcheur américain. Il travaille actuellement à la World Wrestling Entertainment, dans la division Raw.
Il devient célèbre sur Internet à partir de 2013, grâce à ses courtes vidéos humoristiques publiées sur l'application Vine avec son frère Jake.
Il possède deux chaînes YouTube : Logan Paul Vlogs et TheOfficialLoganPaul, sur lesquelles il publie des vidéos au ton humoristique, souvent teintées d'une culture de la surenchère et d'un très grand narcissisme. Il choque à plusieurs reprises l'opinion publique, notamment en décembre 2017 en filmant au Japon le cadavre d'un homme dans l'une de ses vidéos. À la suite de ces événements, il est sanctionné par YouTube.
Logan Paul se diversifie en jouant en tant qu'acteur dans la série de films The Thinning et The Thinning: New World Order, parus sur YouTube Red et dans la comédie qu'il a co-écrite : Y-a-t-il un Youtuber dans l'avion ? : Airplane Mode.
Il possède également sa marque de vêtements nommée Maverick by Logan Paul.
Comme son frère Jake Paul, Logan Paul s'implique dans la boxe à partir de 2018.
En 2021, lors d'un combat exhibition il affronte Floyd Mayweather, considéré comme l'un des plus grands boxeurs de l'histoire. Logan Paul se tourne ensuite vers le catch, et devient champion des États-Unis de novembre 2023 à août 2024.
Il compte des millions d'abonnés sur les médias sociaux tels que YouTube, TikTok, Instagram, X ou encore Facebook.

## Jeunesse
Logan Alexander Paul, naît le 1er avril 1995 à Westlake, dans l'État de l'Ohio. Il est le fils de Gregory Allan Paul et Pamela Ann Paul, qui sont maintenant divorcés.
Il grandit dans la petite ville de Westlake avec son frère cadet, Jake Paul. Logan commence à créer des vidéos sur la Toile à l'âge de dix ans, sur une chaîne YouTube appelée Zoosh en collaboration avec son frère.
Logan Paul a étudié au Westlake High School, où il s'est distingué par ses prouesses sportives.
Il est ensuite inscrit à l'université de l'Ohio avant d'abandonner ses études en 2014 pour poursuivre une carrière dans les médias sociaux à temps plein à Los Angeles.

## Carrière de vidéaste

### Vidéos sur les médias sociaux et entrepreneuriat
Logan Paul devient célèbre sur Internet grâce au service de partage de vidéos Vine.
En février 2014, il a plus de 3,1 millions d'abonnés sur diverses plateformes de médias sociaux.
En avril 2014, il atteint 105 000 abonnés sur Twitter, 361 000 sur Instagram, plus de 31000 j'aime sur sa page Facebook et environ 150 000 abonnés à sa chaîne YouTube.
Une vidéo YouTube de compilation de ses Vines a recueilli plus de quatre millions de vues dès la première semaine.
En 2015, il est classé 10e personnalité la plus influente sur Vine, avec ses vidéos de six secondes qui lui ont valu des centaines de milliers de dollars USD en revenus publicitaires.
En octobre, ses vidéos Facebook, à elles seules, totalisent plus de 300 millions de vues.
Depuis 2013, sur sa chaîne YouTube TheOfficialLoganPaul, le jeune homme publie des courts métrages puis des chansons, comme Help Me Help You, en collaboration avec Why Don't We.
Le 12 septembre 2016, Logan Paul poste son premier vlog sur sa nouvelle chaîne LoganPaulVlog.
Il publie alors un vlog quotidien sur YouTube, où il relève des défis et fait vivre ses journées à ses abonnés.
Sa popularité lui permet de contracter des partenariats avec des marques telles que Hanes, PepsiCo et HBO.

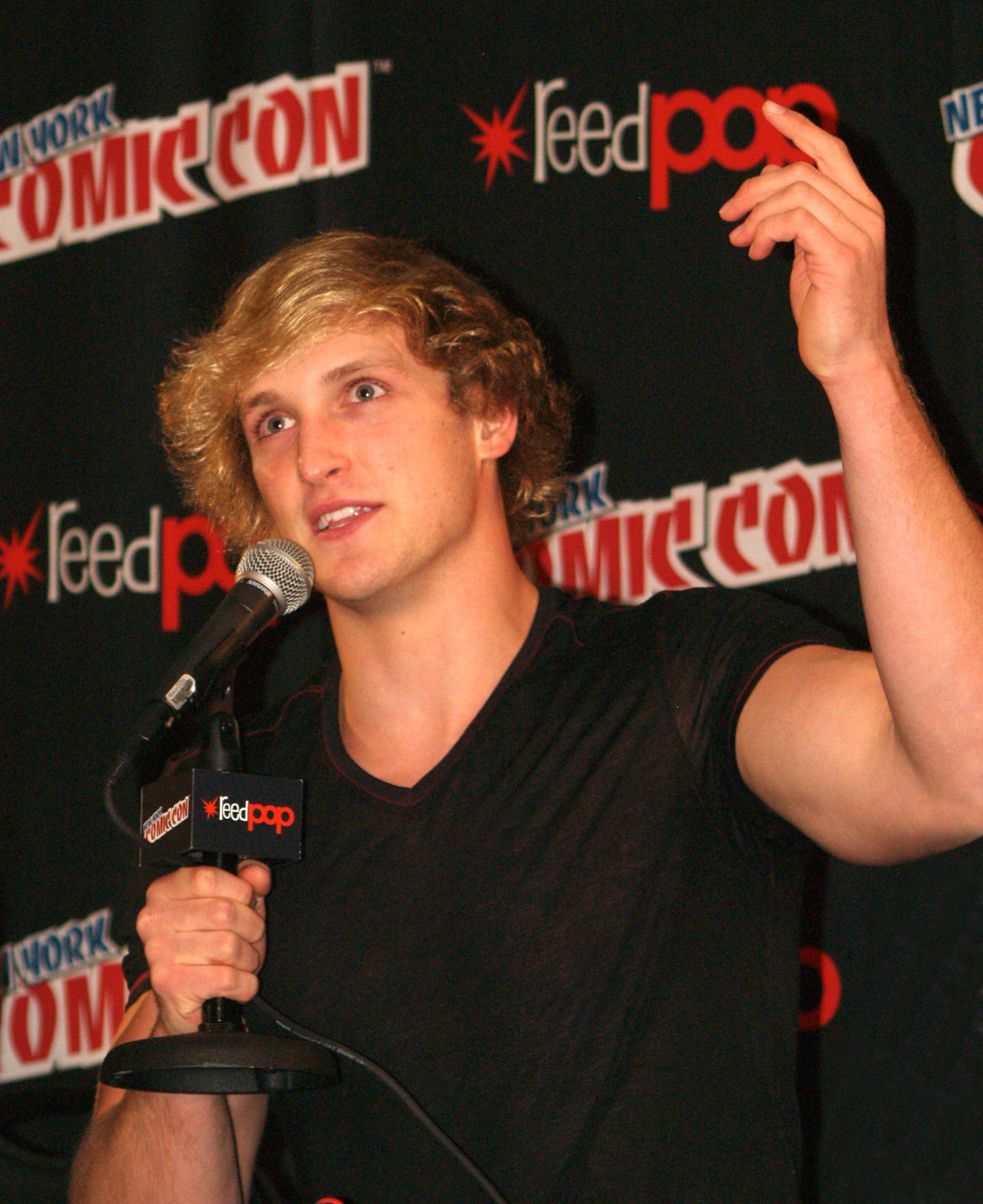
Logan Paul en 2016.

En 2016, le groupe de média américain Comcast produit une mini-série appelée Logan Paul Vs dans laquelle Logan Paul réalise des défis.
En février 2017, l'acteur Dwayne Johnson partage sur YouTube une vidéo avec Logan Paul intitulée Logan Paul has been cut from, like, all of The Rock's movies,. Une seconde vidéo appelée Logan Paul is, like, totally terrible at falling in love with Alexandra Daddario est publiée en avril 2017, avec l'actrice Alexandra Daddario,.
En mars 2017, Logan Paul lance une marque de vêtements nommée Maverick by Logan Paul.
En janvier 2022, Logan Paul annonce sur Instagram le lancement de sa marque de boisson énergisante Prime Hydratation, en collaboration avec KSI.

## Carrière dans la boxe

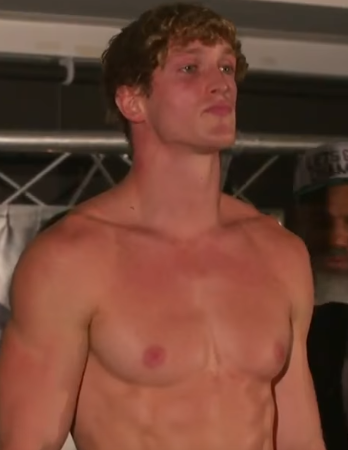
Logan Paul, août 2018.

En février 2018, lors d'un combat de boxe opposant Joe Weller à KSI, celui-ci challenge Logan Paul ainsi que son frère Jake Paul pour un combat.
Les deux frères acceptent, ce qui lancera six mois de rivalité entre les quatre youtubeurs : KSI, Logan Paul, Deji (frère de KSI) et Jake Paul.
Finalement, après des mois d'entraînement et de préparation, le combat a lieu le 25 août 2018 à la Manchester Arena, dans la ville de Manchester au Royaume-Uni.
Les deux têtes d'affiches sont Deji vs. Jake Paul et KSI vs. Logan Paul.
Après 5 rounds, Jake Paul l'emporte sur Deji avec un KO technique.
Cependant, le combat entre Logan Paul et KSI est plus surprenant.
En effet, après six rounds, soit la totalité du temps réglementaire, les deux boxeurs obtiennent une égalité, ce qui surprend le public, mais aussi les équipes des deux combattants.
Logan Paul et KSI voulant absolument savoir qui est le meilleur, un nouveau combat est organisé le 9 novembre 2019 aux États-Unis, à Los Angeles.
Le juge Zachary Young statue 56-55 en faveur de Logan Paul, et Patrick Russell statue en faveur de KSI 57-54.
KSI sort victorieux grâce à la carte de pointage cruciale de Lou Moret qui, après la déduction, inscrit le combat en six rounds 56-55 à KSI.
En juin 2021, il affronte le boxeur Floyd Mayweather lors d'un combat exhibition à Miami.
Si Mayweather domine Logan Paul et se montre bien plus précis que son adversaire (40% des coups de Mayweather touchent leur cible, contre 13% de ceux de Paul), il ne le met cependant pas à terre.
Le combat est jugé médiocre par de nombreux observateurs. Mayweather déclare après l'affrontement que Logan Paul « était bien meilleur qu'il ne le pensait. » 
Mayweather explique cependant plus tard avoir retenu ses coups. Selon des propos rapportés par talkSPORT, Mayweather affirme : "J’aurais pu y aller vraiment, vraiment plus fort et envoyer des combinaisons folles. Son but était de survivre, et ça a été une victoire pour lui".
En octobre 2021, un combat entre Logan Paul et Mike Tyson est annoncé pour février 2022. En janvier 2022, c'est finalement une négociation en vue d'un combat contre Jake Paul, frère de Logan, qui est évoquée, et un temps démentie,. Le combat entre Mike Tyson et Jake Paul, frère de Logan, a finalement lieu au Texas et est diffusé sur la chaîne de télévision Netflix. Après sa défaite face à Jake Paul, Mike Tyson évoque de nouveau la possibilité de combattre contre Logan.

## Carrière dans le catch

### World Wrestling Entertainment (2021-…)

#### Débuts àRawet diverses rivalités (2022-2023)
Le 11 avril 2021 à WrestleMania 37, il accompagne Sami Zayn qui perd face à Kevin Owens. À la fin du combat, il veut serrer la main du second, mais ce dernier lui porte un Stunner.
Le 21 février 2022 à Raw, il devient le partenaire mystère de The Miz pour affronter les Mysterios (Rey Mysterio et Dominik Mysterio) à WrestleMania 38, puis les deux catcheurs attaquent leurs adversaires avec un Skull Crushing Finale.
Le 2 avril à WrestleMania 38, il dispute son premier match aux côtés du Miz et ensemble, ils battent les Mysterios. Après le combat, il effectue un Face Turn, car son désormais ex-partenaire l'attaque et se retourne contre lui.
Le 30 juin, il signe officiellement avec la World Wrestling Entertainment.
Le 30 juillet à SummerSlam, il dispute son premier match solo et bat son ancien équipier.
Le 5 novembre à Crown Jewel, il ne remporte pas les titres Universel et de la WWE, battu par Roman Reigns, et subit sa première défaite. Le soir même, il souffre de trois déchirures : ménisque, ligament collatéral médial et ligament collatéral antérieur, et doit s'absenter des compétitions pendant plus de deux mois.
Le 28 janvier 2023 au Royal Rumble, il fait son retour de blessure en tant que Heel, entre dans le Royal Rumble match masculin en avant-dernière position, élimine Seth "Freakin" Rollins avant d'être lui-même éliminé en avant-dernier par le gagnant, Cody Rhodes. Le 18 février à Elimination Chamber, pendant le Men's Elimination Chamber match pour le titre des États-Unis, il intervient dans le match et porte un Stomp sur The Visionary, ce qui permet à Austin Theory de conserver sa ceinture.
Le 1er avril à WrestleMania 39, il perd face à Seth "Freakin" Rollins et subit sa seconde défaite.
Le 1er juillet à Money in the Bank, il ne remporte pas la mallette, gagnée par Damian Priest. Le 5 août à SummerSlam, il bat Ricochet.

#### Draft àSmackDownet champion des États-Unis (2023-2024)
Le 4 novembre à Crown Jewel, il devient le nouveau champion des États-Unis en battant Rey Mysterio de manière controversée, remporte le titre pour la première fois de sa carrière et son premier titre au sein de la compagnie. Le lendemain de sa victoire, il est officiellement transféré à SmackDown.
Le 27 janvier 2024 au Royal Rumble, il conserve son titre en battant Kevin Owens par disqualification. Le 24 février à Elimination Chamber, il ne devient pas aspirant no 1 au titre mondial poids-lourds à WrestleMania XL, battu par Drew McIntyre dans son tout premier Men's Elimination Chamber match.
Le 7 avril à WrestleMania XL, il conserve son titre en battant Randy Orton et Kevin Owens dans un Triple Threat match.
Le 3 août à SummerSlam, il ne conserve pas sa ceinture, battu par LA Knight.

#### Retour àRaw(depuis 2024)
Le 18 décembre, il est annoncé être officiellement transféré à Raw.
Le 1er février 2025 au Royal Rumble, il entre dans le Men's Royal Rumble match en dernière position, élimine AJ Styles et CM Punk avant d'être lui-même éliminé par John Cena après 11 minutes de match. Un mois plus tard à Elimination Chamber, il ne devient pas aspirant no 1 au titre incontesté à WrestleMania 41, battu par le 16 fois champion du monde dans un Men's Elimination Chamber match (éliminé par CM Punk).
Le 20 avril à WrestleMania 41, il bat The Phenomenal. Le 24 mai à Saturday Night's Main Event XXXIX, il ne remporte pas le titre mondial poids-lourds, battu par Jey Uso. Le 7 juin à Money in the Bank, John Cena et lui perdent face à Cody Rhodes et le catcheur samoan.
Le 2 août à SummerSlam, Drew McIntyre et lui battent RK-Roll (Randy Orton et Jelly Roll).

### Palmarès
- World Wrestling Entertainment
  - 1 fois champion des États-Unis de la WWE

## Films et télévision

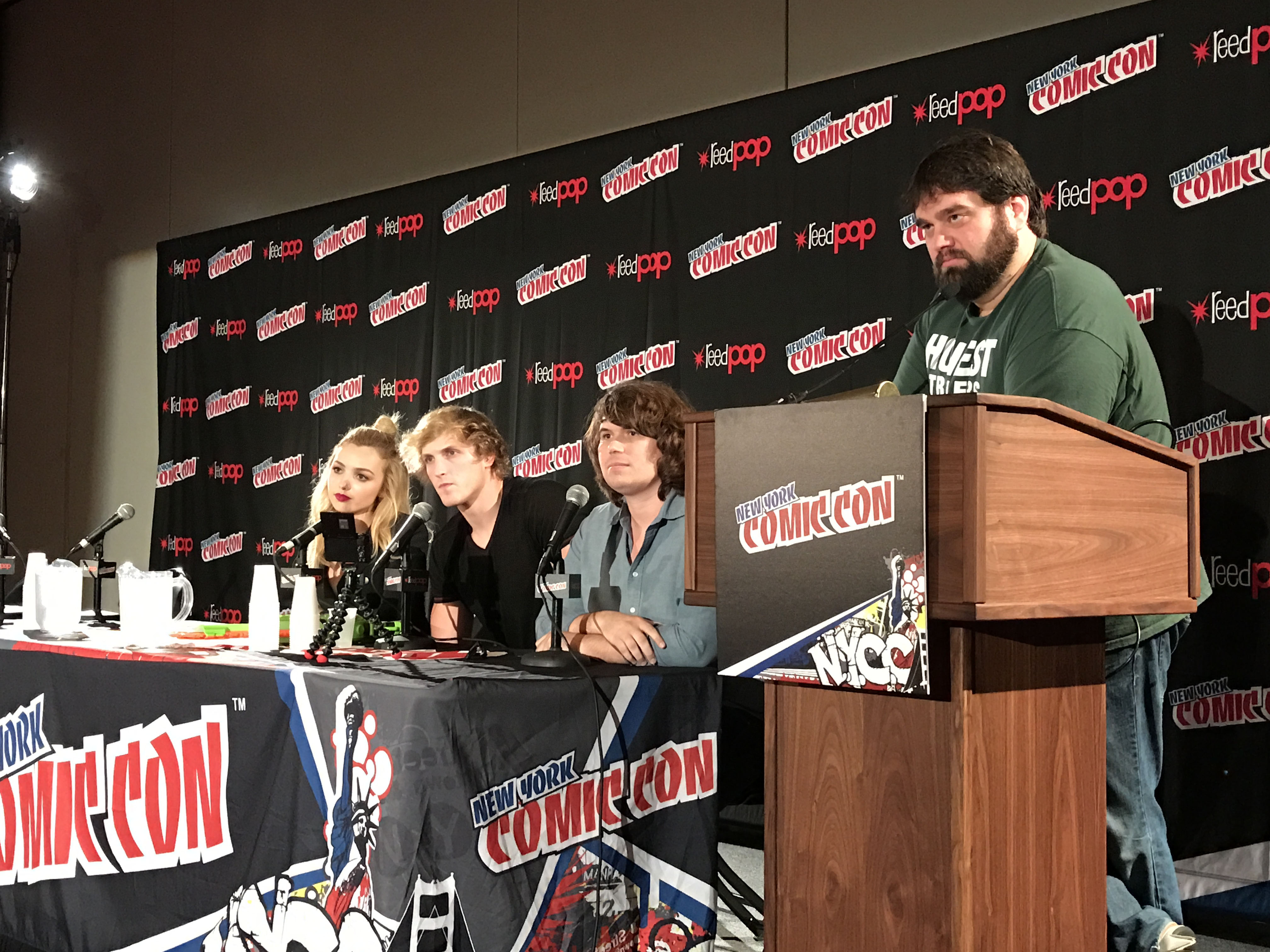
Logan Paul, lors d'une discussion sur The Thinning au New York Comic Con avec (de gauche à droite), co-star Peyton List, scénariste et réalisateur Michael Gallagher et animateur Andy Signore.

Début 2015, Logan Paul fait une apparition dans la série télévisée Law & Order: Special victims Unit.
Il joue également dans la série Weird Loners sur la chaîne Fox, dans le rôle des jumeaux Paul. Il apparaît dans deux épisodes de la série d'ABC Stitchers.
À partir de janvier 2016, Logan Paul suit des cours d'art dramatique et de comédie avec les troupes de théâtre The Groundlings et Upright Citizens Brigade.
La même année, Logan Paul tourne dans le film The Thinning diffusé sur YouTube Red, avec Peyton List.
En 2018, il reprend le rôle de Blake dans The Thinning: New World Order.
Il participe à l'écriture du scénario d'une comédie dans laquelle il joue également, sortie en 2019 directement en vidéo appelée Y-a-t-il un youtuber dans l'avion ? : Airplane Mode. Logan Paul décrit le film comme un « American Pie pour la gen Z avec des vedettes d'Internet ».
En 2020, il tient un rôle dans Valley Girl, comédie romantique avec Jessica Rothe et Chloe Bennet, sortie directement en vidéo.

## Polémiques
Le 31 décembre 2017, Logan Paul crée la polémique en publiant une vidéo dans laquelle il filme le corps d'un homme qui s'est suicidé par pendaison dans la forêt Aokigahara au Japon, surnommée la forêt des suicides.
La vidéo fait scandale et est supprimée dans les heures suivant sa mise en ligne. Logan Paul réagit à la polémique par une courte vidéo d'excuses.
À la suite de cela, YouTube réagit en décidant de suspendre la monétisation de sa chaîne et lui retire son statut Google Preferred (en), qui lui permettait de gagner de l'argent grâce aux publicités qui étaient diffusées avant ses vidéos,. YouTube interrompt également son partenariat avec la série Foursome diffusée sur YouTube Red depuis 2016,.
En février 2018, il tase un rat mort, toujours face caméra, et incite également ses fans sur Twitter à avaler de la lessive de la marque Tide, soi-disant parce qu'il ressemble à des bonbons, dans le cadre du Tide Pod Challenge (en), une « blague » qu'il a par la suite supprimée.
Le 26 février 2018, YouTube annonce que le youtubeur peut de nouveau afficher des publicités sur ses contenus mais reste soumis à une période probatoire de quatre-vingt-dix jours comportant un certain nombre de restrictions.

## Vie privée
En juillet 2017, Logan Paul commence à fréquenter l'actrice Chloe Bennet, rencontrée sur le tournage du film Valley Girl,,. En octobre 2018, ils se séparent définitivement.
Logan Paul vit à Hollywood, en Californie, comme ses amis Amanda Cerny, Juanpa Zurita, Andrew Bachelor, Mark Dohner et son frère Jake Paul, qui collaborent les uns avec les autres sur leurs vidéos.
En 2017, il achète une propriété à Los Angeles dans le quartier de Encino où il cohabite avec son ami Evan Eckenrode plus connu sous le pseudonyme de Dwarf Mamba, son vidéaste Brendan North et son ami musicien Franke.
En 2018, son vidéaste, Brendan North, quitte le domicile et Logan Paul recrute un nouveau vidéaste, Spencer Taylor.
En 2021, Logan Paul et son frère vivent à Porto Rico.
Depuis mai 2022, il est en couple avec le mannequin Nina Agdal. Le 15 avril 2024, il annonce sur les réseaux sociaux que sa fiancée est enceinte. La naissance de leur fille prénommée Esmé Agda Paul est rendue publique le 29 septembre,.

## Filmographie
| Année | Film                          | Rôle          | Notes         |
| ----- | ----------------------------- | ------------- | ------------- |
| 2014  | Rainbow Man                   | Carl          | Court-métrage |
| 2016  | Chainsaw                      | Craig         | Court-métrage |
| 2016  | The Thinning                  | Blake Redding |               |
| 2017  | Un monde entre nous           | Roger         |               |
| 2017  | Superstition: The Rule of 3's | Preston       |               |
| 2017  | Where's the Money?            | Eddie         |               |
| 2017  | Linked                        | Logan         |               |
| 2017  | Airplane Mode                 | Logan         |               |
| 2018  | Undying                       | NC            |               |
| 2020  | Valley Girl                   | Mickey        |               |

| Année | Film                      | Rôle             | Notes                                                        |
| ----- | ------------------------- | ---------------- | ------------------------------------------------------------ |
| 2015  | New York : Unité Spéciale | Ryan             | Épisode Intimidation Game                                    |
| 2015  | Weird Loners              | Les jumeaux Paul | Épisode Weird Pilot                                          |
| 2016  | Stitchers                 | Theo Engelsen    | Épisodes The Two Deaths of Jamie B. et The One That Got Away |
| 2016  | Walk the Prank            | Lui-même         | Épisode So You Think You Can Middle School Dance             |
| 2016  | Frankie et Paige          | Kirk             | Épisode The First Law of Dirk                                |

| Année        | Film              | Rôle        | Notes               |
| ------------ | ----------------- | ----------- | ------------------- |
| 2014         | Bad Weather Films | Carl        | Épisode Rainbow Man |
| 2015–présent | Logan Paul        | Lui-même    |                     |
| 2016         | Logan Paul Vs.    | Lui-même    |                     |
| 2016–2018    | Foursome          | Alec Fixler | Rôle principal      |

## Discographie

### Singles

#### En tant que lead artist
| Titre                                     | Année | Meilleur classement | Meilleur classement | Album            |
| Titre                                     | Année | US Bub.             | AUS                 | Album            |
| ----------------------------------------- | ----- | ------------------- | ------------------- | ---------------- |
| Help Me Help You (featuring Why Don't We) | 2017  | 5                   | 90                  | Non-album single |

#### Featuring
| Titre                                                                  | Année | Album            |
| ---------------------------------------------------------------------- | ----- | ---------------- |
| The Song of the Summer (Seven Bucks featuring Logan Paul et Desiigner) | 2017  | Non-album single |

### Singles promotionnels
| Titre                                          | Année | Album            |
| ---------------------------------------------- | ----- | ---------------- |
| "2016"                                         | 2016  | Non-album single |
| The Fall of Jake Paul (featuring Why Don't We) | 2017  | Non-album single |
| I Love You Bro (Jake Paul et Paul Logan)       | 2017  | Non-album single |
| The Rise of the Pauls (featuring Jake Paul)    | 2017  | Non-album single |